# Encentrum gammari
Encentrum gammari is een raderdiertjessoort uit de familie Dicranophoridae. De wetenschappelijke naam van deze soort is voor het eerst geldig gepubliceerd in 1994 door Boshko.